# Oh, Canada

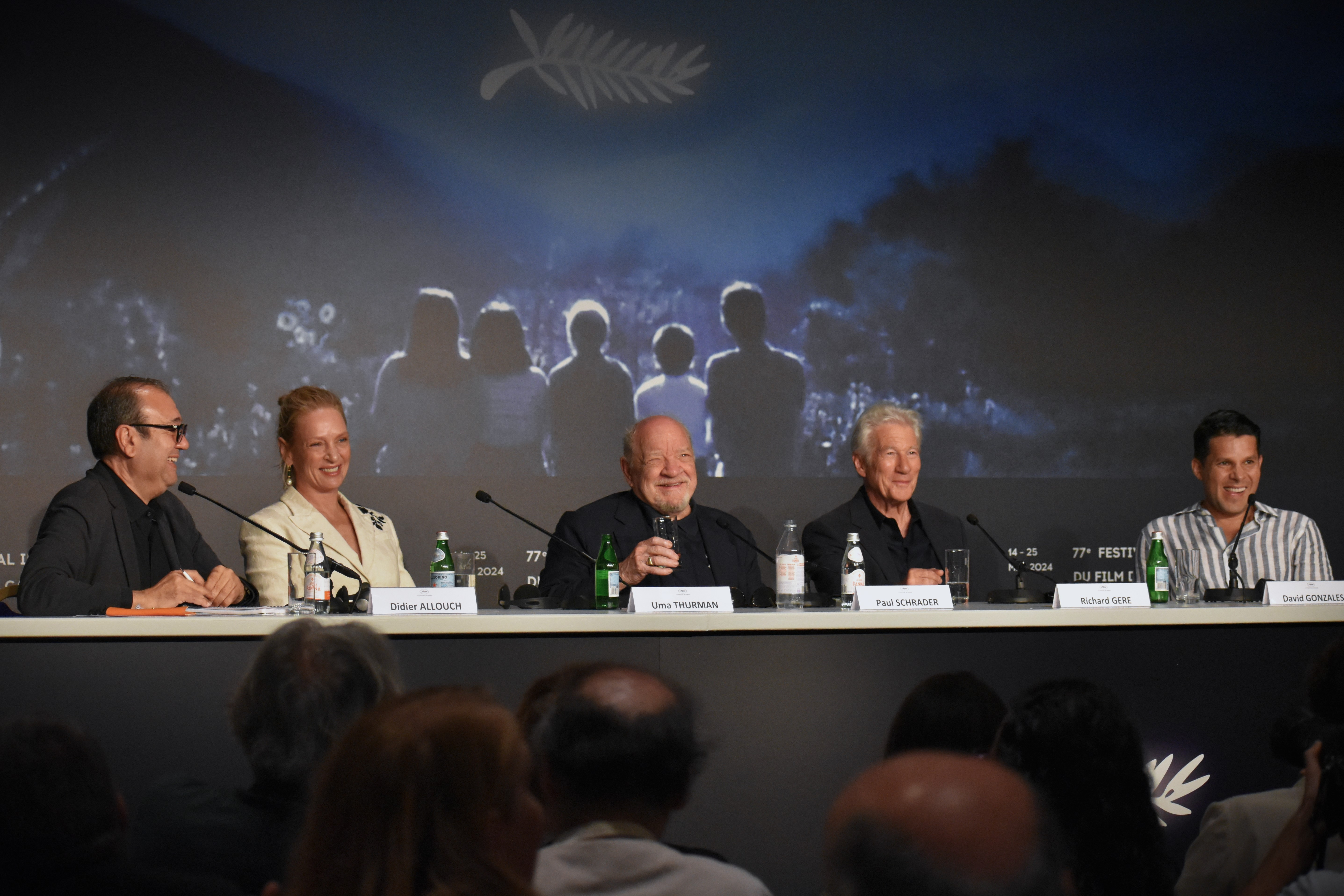
Conferència de premsa de la pel·lícula al Festival de Canes de 2024.

Oh, Canada és una pel·lícula dramàtica estatunidenca del 2024 escrita i dirigida per Paul Schrader, basada en la novel·la Foregone del 2021 de Russell Banks. És protagonitzada per Richard Gere, Uma Thurman, Michael Imperioli, Jacob Elordi, Victoria Hill i Kristine Froseth. A la pel·lícula, un cineasta moribund (interpretat per Gere en el present i Elordi en els salts enrere) s'asseu per a una entrevista final, durant la qual admet que la seva condició d'icona progressista es construeix sobre una base de mentides i mitges veritats, i que ha utilitzat i descartat repetidament la seva família i amics. La pel·lícula va suposar la segona col·laboració entre Gere i Schrader després d'American Gigolo (1980), així com la segona adaptació de Schrader d'una novel·la de Banks després d'Aflicció de 1997. S'ha subtitulat al català.
La pel·lícula es va exhibir per primer cop al 77è Festival de Canes el 17 de maig de 2024. Es va estrenar als cinemes el 6 de desembre de 2024 a càrrec de Kino Lorber.